# Anderson (condado de Iron, Wisconsin)
Anderson es un pueblo ubicado en el condado de Iron en el estado estadounidense de Wisconsin. En el Censo de 2010 tenía una población de 58 habitantes y una densidad poblacional de 0,27 personas por km². Se encuentra al norte del estado, a poca distancia al sur del lago Superior y de Míchigan.

## Geografía
Anderson se encuentra ubicado en las coordenadas 46°20′1″N 90°27′50″O / 46.33361, -90.46389. Según la Oficina del Censo de los Estados Unidos, Anderson tiene una superficie total de 216.53 km², de la cual 215.6 km² corresponden a tierra firme y (0.43%) 0.92 km² es agua.

## Demografía
Según el censo de 2010, había 58 personas residiendo en Anderson. La densidad de población era de 0,27 hab./km². De los 58 habitantes, Anderson estaba compuesto por el 96.55% blancos, el 0% eran afroamericanos, el 0% eran amerindios, el 0% eran asiáticos, el 0% eran isleños del Pacífico, el 0% eran de otras razas y el 3.45% pertenecían a dos o más razas. Del total de la población el 0% eran hispanos o latinos de cualquier raza.